# Typhloscolex grandis
Typhloscolex grandis är en ringmaskart som beskrevs av Støp-Bowitz 1948. Typhloscolex grandis ingår i släktet Typhloscolex och familjen Typhloscolecidae. Inga underarter finns listade i Catalogue of Life.